# 스탠자
스탠자(/ˈstænzə/, 이탈리아어: stanza, '방'을 의미)는 시 (문학)에서 시 내의 행 그룹으로, 일반적으로 빈 행이나 들여쓰기로 다른 행과 구분된다. 스탠자에는 규칙적인 운율과 운율 체계가 있을 수 있지만 둘 중 하나도 반드시 가질 필요는 없다. 스탠자의 형태는 다양하다. 네 줄로 된 절구와 같은 일부 스탠자 형태는 단순한다. Spenserian 스탠자와 같은 다른 형식은 더 복잡하다. 세스티나(Sestinas)와 같은 고정 운문시는 스탠자의 수와 형태에 따라 정의될 수 있다.
스탠자는 배치(batch), 핏(fit), 스타이브(stave)와 같은 용어로도 알려져 있다.
스탠자라는 용어는 스트로페와 비슷한 의미를 가지지만, 스트로페는 때때로 규칙적인 운율이 있는 스탠자와 달리 불규칙한 라인 세트를 의미한다.
"stanza"라는 용어는 이탈리아어에서 따온 것이지만 이탈리아어에서는 "스트로파"(strofa)라는 단어가 더 일반적으로 사용된다.
음악에서는 행 그룹을 일반적으로 절(verse)이라고 한다. 시의 스탠자는 산문의 단락과 유사하다. 즉, 관련 생각이 단위로 그룹화됨을 의미한다.